# Club athlétique de Paris 14
Pour les articles homonymes, voir CA Paris.
Ne pas confondre avec le Cercle athlétique de Paris, autre club de football abrégé en CA Paris, autrefois professionnel et aujourd'hui situé à Charenton-le-Pont.
Maillots
Le Club athlétique de Paris 14, abrégé en CA Paris 14, est un club de football français fondé en 1897 et situé à Paris dans le XIVe arrondissement.
Le club est fondé sous le nom de Club athlétique du XIVe arrondissement. Il change son nom en 1998 en Club athlétique de Paris, puis prend son nom actuel en 2017  afin de faire réapparaitre l'arrondissement[réf. nécessaire].
Le CA XIVe doit sa notoriété grâce à ses performances d'avant la Première Guerre mondiale. Il participe à la 1re série du championnat de Paris de l'Union des sociétés françaises de sports athlétiques (USFSA) de 1905 à 1914, et remporte quatre fois la Coupe Dewar entre 1911 et 1916, à une époque où cette compétition est toutefois délaissée par les principaux clubs.
Durant l'entre-deux-guerres, le club apparait quatre fois en 32e de finale et deux fois en 16e de finale de la Coupe de France. Il disparait ensuite du plus haut niveau amateur. Le CA XIVe n'a jamais évolué à un niveau national, n’atteignant de surcroit que quatre fois la Division d'Honneur de la Ligue de Paris Île-de-France dans les années 2000, alors sixième niveau du football français.

## Historique

### Genèse du club (1897-1904)
Le Club athlétique du XIVe aurait été fondé à Paris en 1897[réf. nécessaire]. Le logo actuel du club indique cette date, mais celle-ci reste à être prouvée. Le club s'affilie à l'Union des sociétés françaises de sports athlétiques (USFSA) et gagne sa promotion en 1re série du championnat de Paris à l'issue de la saison 1903-1904.

### Présence en1resérie du championnat de Paris et victoires en Coupe Dewar (1904-1916)
Le CA XIVe participe à la 1re série du championnat de Paris de 1905 à 1914. S'il ne parvient pas à remporter le championnat et donc à se qualifier pour le championnat de France, le club parvient tout de même à se maintenir parmi les meilleurs clubs parisiens. Le CA XIVe est toutefois proche de la relégation à plusieurs reprises, notamment lors de la saison 1910-1911 où le club est d'abord relégué,, avant d'être repêché, le championnat passant finalement de huit à douze équipes.

Photos d'équipes du CA XIVe
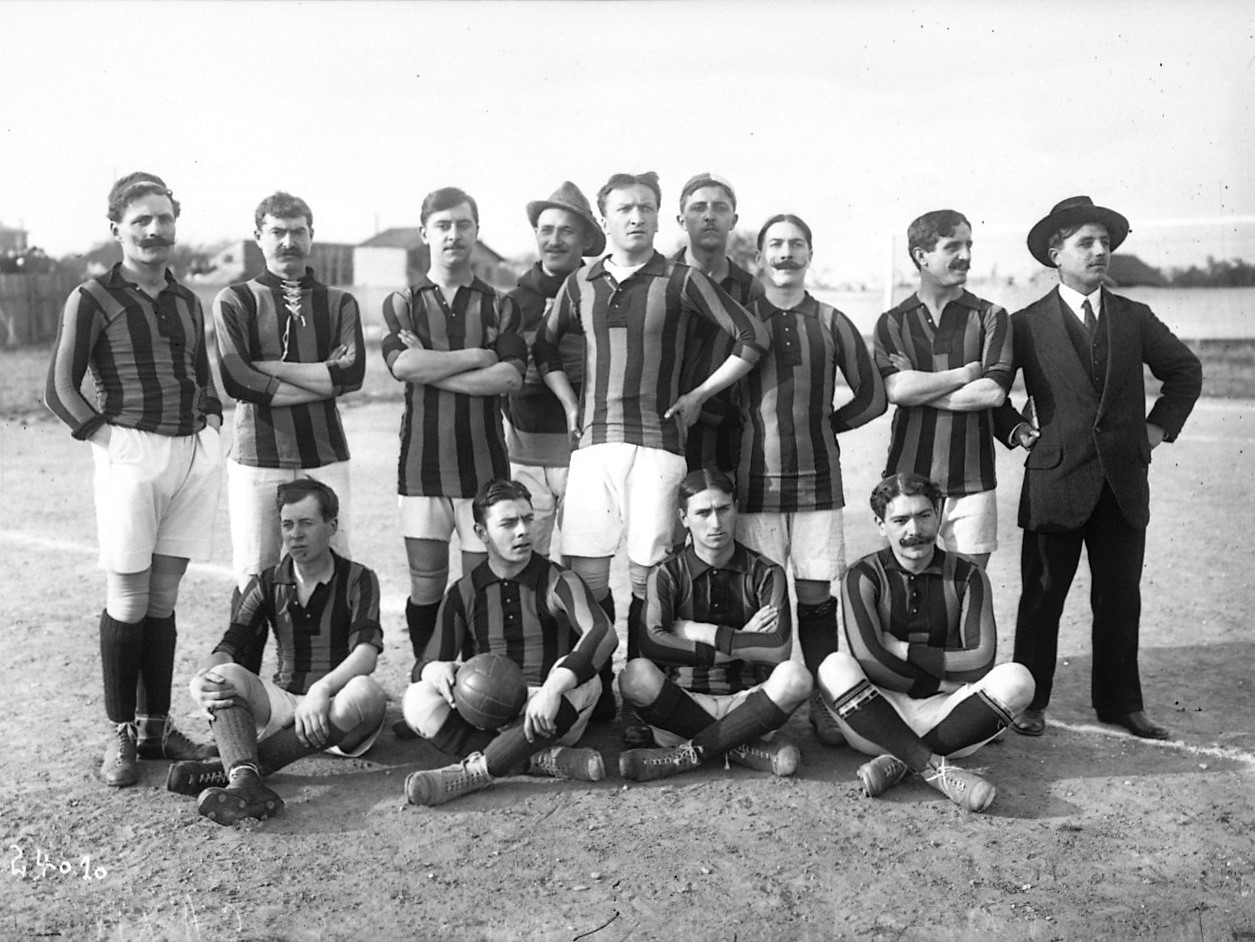
Le CA XIVe le 13 octobre 1912.
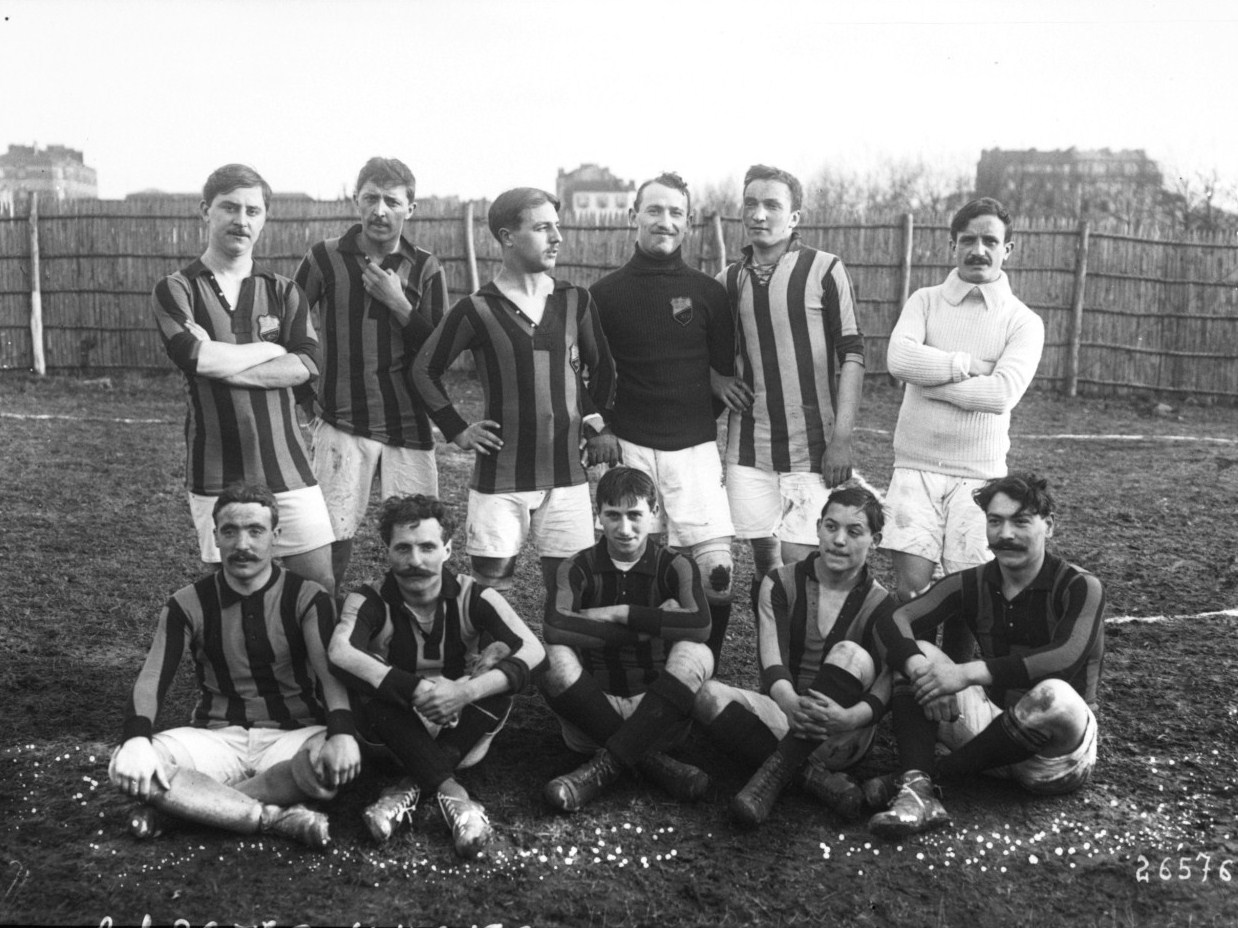
Le CA XIVe le 2 janvier 1913.
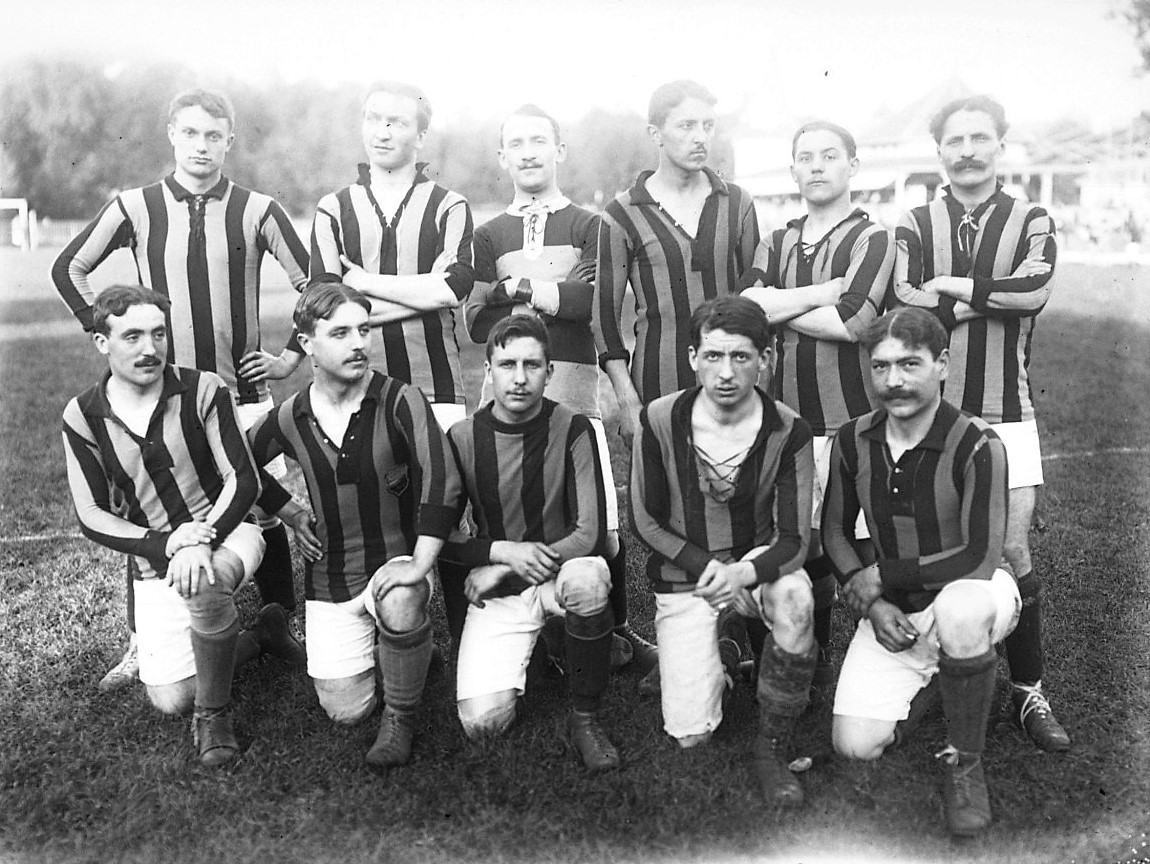
Le CA XIVe le 12 octobre 1913.

À côté du championnat, le CA XIVe réalise de bonnes performances en Coupe Dewar. Le club atteint d'abord deux fois les demi-finales en 1908 et 1910, en étant qui plus est éliminé en 1908 sur un coup du sort. Opposé au Cercle athlétique de Paris, les deux équipes ont besoin de deux prolongations pour se départager. Le match bascule sur une blessure du gardien du CA XIVe, Artaux, qui se tord le genou sur un arrêt. Privé de ses moyens, il laisse le CA Paris marquer quatre fois dans le dernier quart d'heure.
Le club remporte ensuite quatre fois l'épreuve, en 1911, 1913, 1914 et 1916. Il bat en 1911 au stade de Colombes et après prolongations l'Union sportive de Clichy par 1-0,. Confronté en 1913 au stade de Colombes aux favoris du Club français, qui espère se consoler avec la Coupe Dewar après avoir échoué dans sa quête du titre de champion de Paris en terminant troisième à seulement un point de la première place, le CA XIVe, profitant du vent, marque pourtant trois buts dès le premier quart d'heure de jeu et l'emporte finalement par 4-2,. La finale de 1914 a lieu au stade de la Rue Olivier-de-Serres à Paris face à l'Union sportive et amicale de Clichy. Menés 1-0, les Parisiens l'emportent finalement par 5-1,. La finale de 1916 se tient le 24 septembre 1916 au stade de Charentonneau et se conclut sur la victoire du CA XIVe face au Gallia Club sur le score de 1-0 ; le CA XIVe devient l'un des trois clubs les plus titrés dans cette compétition.
Le club remporte aussi la Coupe Manier lors de la saison 1909-1910, battant en finale le Stade français au stade de Charentonneau.
Le 13 octobre 1913, le CA XIVe accueille en match amical sur son terrain de l'avenue du Dr. Durand à Arcueil l'Olympique lillois, alors l'un des meilleurs clubs du Nord. La rencontre, photographiée par l'agence de presse Rol (voir ci-dessous), aboutit sur une victoire 2-0 des Parisiens sur les Lillois grâce à un doublet d'Albert Schaff.

Photos du match amical CA XIVe contre Olympique lillois le 13 octobre 1912
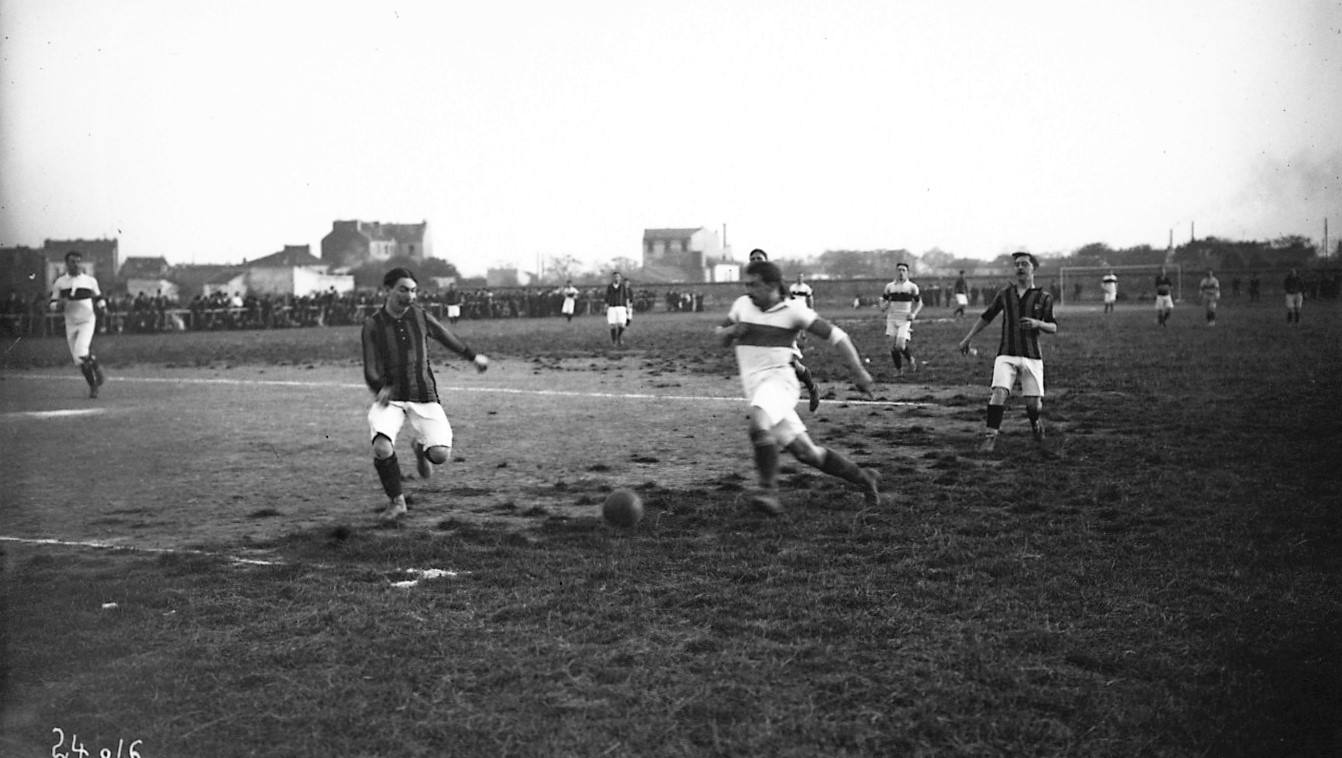
Action de jeu.
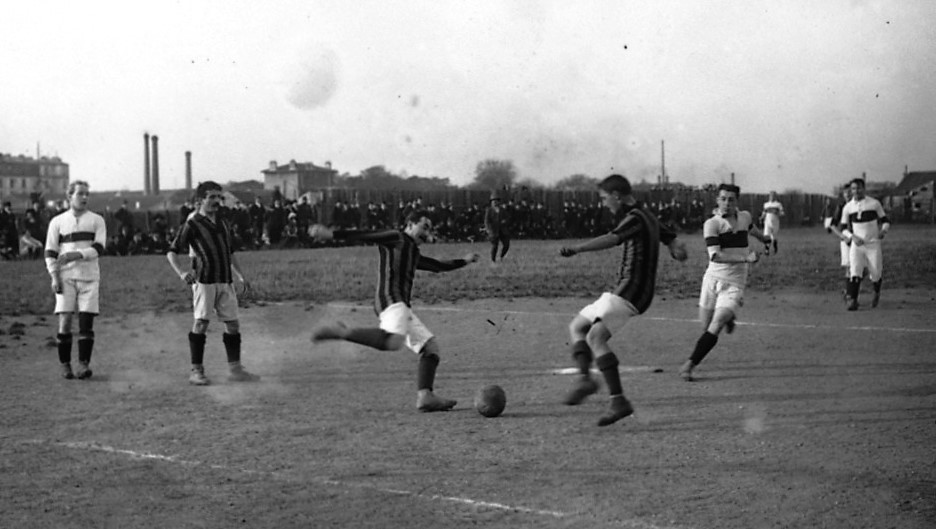
Action de jeu.
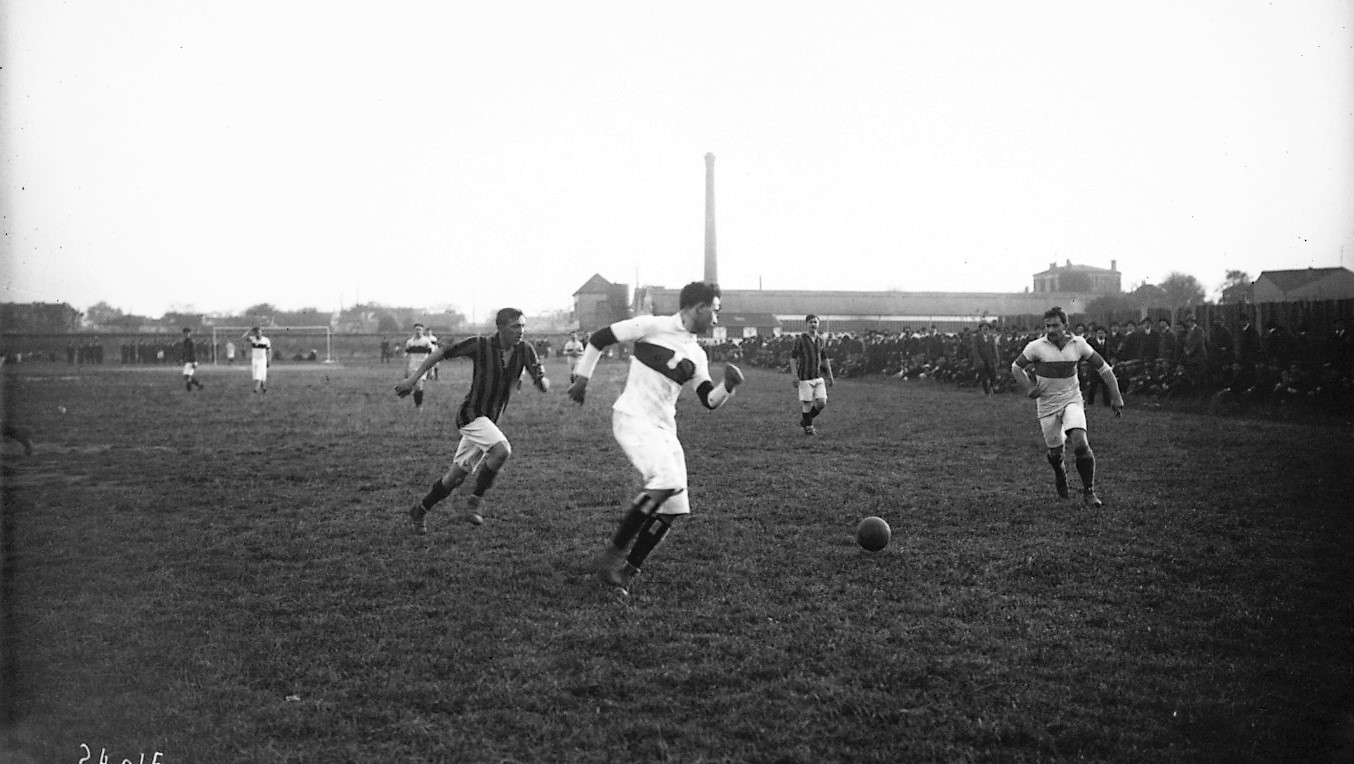
Action de jeu.

### Six participations en phase finale de la Coupe de France (1917-1945)
Le Club athlétique du XIVe à la particularité d'avoir été l'un des quarante-huit clubs ayant participé à la première édition de la Coupe de France en 1917-1918, alors appelée Coupe Charles-Simon. Le club commence directement en 16e de finale et s'incline le 4 novembre 1917 par six buts à un sur le terrain du Cercle athlétique de Paris à Charentonneau.
Par la suite, le club s'affilie à la nouvelle Fédération française de football association et reçoit le numéro 618[réf. nécessaire]. Il réalise de nouveau quelques apparitions en tour finale de la Coupe de France entre 1920 et 1945, avec des 32e de finale en 1926-1927, battu par l'Amiens Athlétic Club, puis en 1927-1928, battu trois buts à zéro par l'Union sportive servannaise et malouine en match à rejouer,. Pour ce dernier match, L'Ouest-Éclair donne la composition suivante pour le CA XIVe : Oudet - Servat, Duval - Gillet, Guy, Roques - Guérin, Schlachter, Baquet, Auribault, Ulloa. Le club est éliminé en 16e de finale en 1929-1930 par le Racing Club de Roubaix, leader du championnat du Nord et favori de la compétition, par quatre buts à un, puis deux nouvelles fois en 32e de finale en 1939-1940 et 1943-1944.
L'équipe féminine remporte la Ligue de Paris en 1934.

### Le CAXIVedevient un simple club de quartier (depuis 1945)
Le club joue ses matches à domicile au stade Didot, désormais en noir et blanc. Il évoluaient de la fin des années 1980 au début des années 2000 au stade Élisabeth, situé porte d'Orléans.
Lors de la saison 2009-10, le club est sorti au 6e tour de la Coupe de France par l'US Moissy Cramayel (0-1 à domicile), après avoir éliminé Morsang Sport au 3e tour (2-0 à l'extérieur), l'US Fontenay au 4e tour (3-1 à domicile) et enfin l'Entente Sannois Saint-Gratien au 5e tour (victoire aux tirs au but à domicile).

## Structures et identité

### Nom et couleurs
Les couleurs originelles enregistrées comme couleurs officielles du club auprès de la Fédération française de football sont le violet et le noir. D'ailleurs, en 1917, le club joue avec un maillot rayé noir et violet accompagné d'un short blanc.
Le club a longtemps adopté le nom de C.A. XIVe (jusqu'en 1998) avant de reprendre celui de C.A. Paris. En effet, le CA Paris fait également référence au Cercle athlétique de Paris fondé en 1905 et dont les origines remontent à la création  de la Nationale de Saint-Mandé avant de devenir, depuis 1964, le CAP-Charenton.
Certains font encore parfois référence au club en tant que « CA XIVe ».
Enfin en 2017 il devient le CA Paris 14, afin de faire réapparaître l'arrondissement.

### Logos

Ancien logo.
Logo actuel.

## Résultats sportifs

### Palmarès
| Compétitions nationales |
| --- |
| Coupes - Coupe de France - Meilleure performance : 16e de finale en 1918 et 1930 - Coupe de France féminine - Meilleure performance : 8e de finale en 2020 - Coupe Dewar (4) - Vainqueur : 1911, 1913, 1914 et 1916 - Coupe Manier (1) - Vainqueur : 1910 |

### Bilan saison par saison
| Saison    | Championnat                | Div. | Clas.  | Pts | J  | V | N | D | Bp | Bc | Diff | Coupe Dewar     |
| --------- | -------------------------- | ---- | ------ | --- | -- | - | - | - | -- | -- | ---- | --------------- |
| 1902-1903 | ?                          |      |        |     |    |   |   |   |    |    |      | non participant |
| 1903-1904 | 2e série (Paris)           | 2    | ?      |     |    |   |   |   |    |    |      | non participant |
| 1904-1905 | 1re série (Paris)          | 1    | ? / 12 |     |    |   |   |   |    |    |      | non participant |
| 1905-1906 | 1re série (Paris)          | 1    | ? / 12 |     |    |   |   |   |    |    |      | non participant |
| 1906-1907 | 1re série (Paris)          | 1    | ? / 10 |     |    |   |   |   |    |    |      | Quart de finale |
| 1907-1908 | 1re série (Paris)          | 1    | ? / 10 |     |    |   |   |   |    |    |      | Demi-finale     |
| 1908-1909 | 1re série (Paris)          | 1    | ? / 10 |     |    |   |   |   |    |    |      | ?               |
| 1909-1910 | 1re série (Paris)          | 1    | ? / 10 |     |    |   |   |   |    |    |      | Demi-finale     |
| 1910-1911 | 1re série (Paris)          | 1    | 7 / 8  | 16  | 10 | 3 | 0 | 7 | 17 | 32 | -15  | Victoire        |
| 1911-1912 | 1re série (Paris)          | 1    | ? / 12 |     |    |   |   |   |    |    |      | 1er tour        |
| 1912-1913 | 1re série (Paris)          | 1    | ? / 12 |     |    |   |   |   |    |    |      | Victoire        |
| 1913-1914 | 1re série (Paris)          | 1    | ? / 12 |     |    |   |   |   |    |    |      | Victoire        |
| 1914-1915 | Coupe nationale (groupe 4) | –    | ? / 6  |     |    |   |   |   |    |    |      | non participant |
| 1915-1916 | ?                          |      |        |     |    |   |   |   |    |    |      | Victoire        |
| 1916-1917 | ?                          |      |        |     |    |   |   |   |    |    |      | Coupe de France |
| 1917-1918 | ?                          |      |        |     |    |   |   |   |    |    |      | 16e de finale   |
| 1918-1919 | ?                          |      |        |     |    |   |   |   |    |    |      | non participant |
| 1919-1920 | ?                          |      |        |     |    |   |   |   |    |    |      | ?               |

## Joueurs
Albert Schaff est international français en 1914 alors qu'il porte les couleurs du club.
Pierre Aubameyang, au début des années 1980, Marvin Martin, entre 1994 et 1996, et Tiémoué Bakayoko, entre 2004 et 2006, sont passés au club pendant leur jeunesse avant d'entamer une carrière professionnelle.